# حراك إصلاحي
الحراك الإصلاحي هو نمط من الحراك الاجتماعي، يسعى لتقريب نظام سياسي أو اجتماعي من الهدف الأعلى للمجتمع. يتميز الحراك الإصلاحي عن بقية الحركات الاجتماعية الراديكالية مثل الحراك الثوري الذي يرفض هذه المثُل الهرمة، فمع أن الأفكار غالبًا ما ترتكز على الليبرالية، فإنها ربما تكون متجذرة في مفاهيم اشتراكية -خصوصًا الاشتراكية الديمقراطية- أو دينية. تعتمد بعض هذه الحركات على التحولات الشخصية، في حين يعتمد بعضها الآخر على جماعات صغيرة، مثل العجلة الدوارة والاقتصاد القروي المكتفي ذاتيًا للمهاتما غاندي نموذجًا للتغيير الاجتماعي. تحاول الحركات الرجعية، التي قد تناهض أيًا من هؤلاء، إرجاع الأوضاع إلى سابق عهدها قبل أي نجاح تحاول الحركات الاصلاحية الجديدة تحقيقه، وتحاول منع أي نجاحات مماثلة.

## بريطانيا

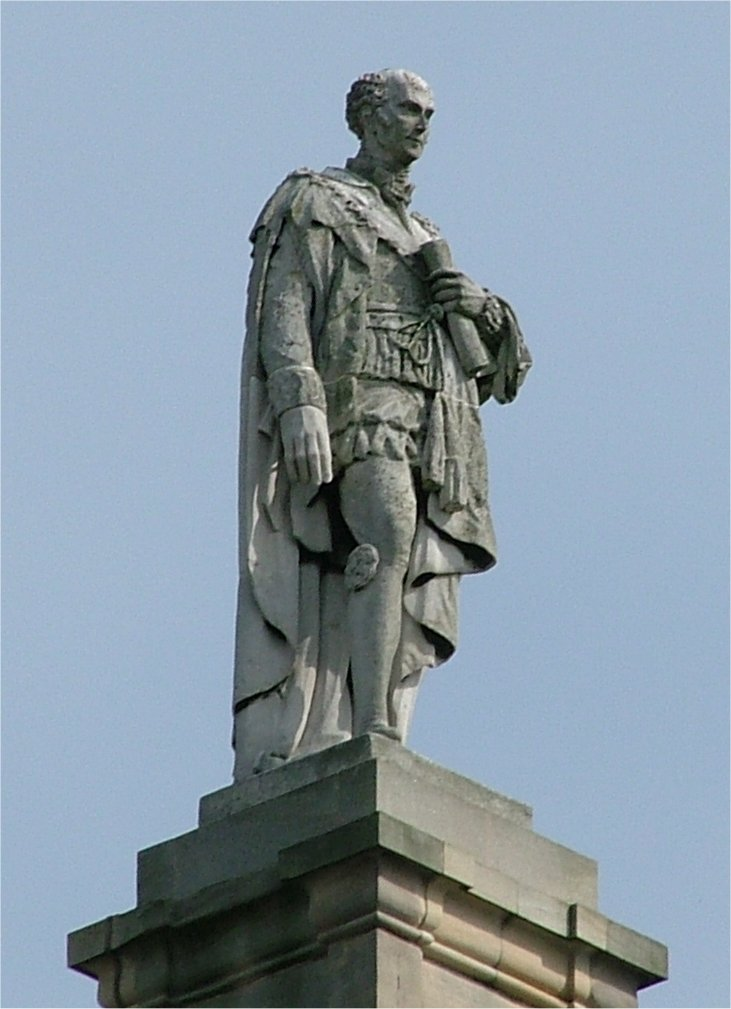
تشارلز yراي - فوق النصب التذكاري (المطلي باللون الأبيض) - نيوكاسل أبون تاين - إنجلترا

بعد مضي عقدين من الحكم المحافظ الشديد، تفجر المأزق في أواخر عشرينيات القرن التاسع عشر إثر إلغاء القيود البالية على المنشقين البروتستانت، وما أعقبها من إزالة مفاجئة للقيود المفروضة على الكاثوليكيين في بريطانيا.
قادت الحركة الراديكالية حملتها من أجل الإصلاح الانتخابي وضد عمل الأطفال، ومن أجل إصلاح قانون الفقراء والتجارة الحرة وإصلاح التعليم والسجون والنظام الصحي العام. عمومًا، سعت هذه الحركة لاستبدال القوة السياسة الأرستقراطية بنظام أكثر ديمقراطية يمنح السلطة للمناطق المتمدنة والطبقات الوسطى والعاملة. ظهرت الطاقة الإصلاحية من الحماس الديني للمكِّون الإنجيلي في كنيسة إنجلترا القائمة، ومن العمال الإنجيليين في الكنائس المنشقة وخصوصًا الميثوديين.
أيضًا، استخدم الإصلاحيون المنهجية العلمية لجيرمي بنثام والنفعيين لبناء إصلاحات معينة، خصوصًا لتوفر مراقبة الحكومة لضمان نجاح عملهم. كان أعظم نجاح حققه الإصلاحيون هو «القانون الإصلاحي سنة 1832». إذ منح هذا الإصلاح الطبقات الوسطى الصاعدة قوة سياسية أكبر، وعمل على تقليص نفوذ المناطق منخفضة السكان التي تتحكم بها العوائل الثرية. ورغم المقاومة الحازمة من مجلس اللوردات لهذا القانون، فإنه قدم لليبراليين مزيدًا من السلطة البرلمانية، في حين ساهم بتقليل القوة السياسية للطبقة العاملة، إذ أبقاهم منفصلين عن الجزء الأساسي من دعم الطبقة الوسطى، وهو ما كان محط اعتمادهم. بعد تحقيق العمل الإصلاحي سنة 1832، بقي التحالف الراديكالي مفسوخًا، حتى مجيء التحالف الليبرالي-العمالي في حقبة الملك إدوارد السابع.

### الحركة الميثاقية
سعت الحركة الميثاقية في القرن التاسع عشر في بريطانيا من أجل حق الاقتراع العام. لاحظ مؤرخ للحركة الميثاقية أن «الحركة الميثاقية هي بالأساس حركة اقتصادية ببرنامج سياسي بحت». كانت فترة من التجارة السيئة وارتفاع أسعار الطعام قد بدأت، وكانت القيود القاسية المفروضة على قانون الفقر مصدر قلق شديد. وجدت جمعية لندن للعمال، بقيادة فرانسيس بالاس نفسها في خضم اضطرابات كبيرة. في مناطق الغزل والنسيج الشمالية شجب الميثاقيون تحت قيادة فيرغوس أوكونور -وهو زميل لدانيال أوكونل- قوانين الفقر غير المناسبة. كان هذا بالأساس تمرد جياع نابع من البطالة واليأس. تأسس في برمنغهام تحت قيادة توماس آتوود «الاتحاد السياسي لبرمنغهام». طالبت الحركة الميثاقية بإصلاحات اقتصادية أساسية، وأجور أعلى وظروف عمل أفضل، وطالبت أيضًا بإلغاء قانون الفقر البغيض.
إن فكرة الاقتراع العام للذكور، وهي هدف أولي للحركة الميثاقية، شملت جميع الذكور بوصفهم ناخبين، بصرف النظر عن مكانتهم الاجتماعية. تطورت هذه الفكرة لاحقًا إلى حملة من أجل حق الانتخاب العام. سعت الحركة الميثاقية إلى إعادة تشكيل الدوائر البرلمانية داخل بريطانيا العظمى، وخلق نظام رواتب للمسؤولين المُنتَخبين، لتكون لديهم القدرة على تحمل كلفة تمثيل ناخبيهم، دون أعباء على عوائلهم.

### حركة حقوق المرأة
يعد الكثيرون كتاب ماري وولستونكرافت «دفاعًا عن حقوق المرأة» (1792) مصدرًا لكفاح الإصلاحيين طويل الأمد من أجل شمول النسوية وأصل حركة الاقتراع العام للإناث. كان لهارييت تايلور تأثير كبير في أعمال وأفكار جون ستيورات مِل، إذ دعمت دفاع مِل عن حقوق المرأة. ظهر مقال هارييت «تحرير المرأة»، في «ويستمنستر رفيو» سنة 1851 ردًا على خطاب ألقته لوسي ستون في المؤتمر الدولي الأول لحقوق المرأة في ورسستر، ماساشوستس سنة 1850، وقد أعيد طباعته في الولايات المتحدة. يستشهد مِل بتأثره بتايلور في آخر مراجعة له لكتابه «في الحرية»، سنة 1859، الذي نُشر بعد فترة قصيرة من وفاتها، وقد أشار إليها إشارةً غير مباشرة في كتابه بعنوان «عبودية المرأة».
نُظمت حملة نضالية من أجل شمول النساء ضمن الناخبين في العصر الفكتوري. كان ريتشارد بانكهورست زوج أميلين بانكهورست، داعمًا لحركة الاقتراع العام للنساء، وكان هو كاتب القوانين عن ملكية النساء المتزوجات سنة 1870 و1882. أسست بانكهورست سنة 1889 «عصبة تجارة المرأة» التي لم تصب نجاحًا، وفي أكتوبر 1903 أسست «الاتحاد الاجتماعي والسياسي للمرأة» وهو مؤسَسة كانت مشهورة بتشددها. وبقيادة بانكهورست وابنتيها، سيلفيا وكريستيبل، بلغ الكفاح ذروته سنة 1918، عندما أطلق البرلمان البريطاني «قانون تمثيل الشعب عام 1918» الذي منح حق المشاركة للنساء فوق عمر 30 من ربات المنازل أو زوجات أرباب المنازل، وشاغلات العقارات بقيمة 5 جنيهات سنويًا، والمتخرجات من الجامعة البريطانية. وأيضًا وُجدت حركة حق الاقتراع العام لوارنر.

### الإصلاح البرلماني
كان إيرل غراي ولورد ملبورن وروبرت بيل قادة البرلمان خلال السنوات المبكرة للحركة الاصلاحية البريطانية. كان غراي وملبورن من حزب الأحرار البريطاني (اليمين)، وشهدت حكومتهما إصلاحات برلمانية وإلغاء العبودية من كل أصقاع الإمبراطورية البريطانية، وأيضًا إصلاح قانون الفقراء. كان بيل محافِظًا وخطت وزارته خطوة مهمة تجاه إصلاح التعريفة وإبطال قوانين الذرة.
كان وليام إيوارت غلادستون إصلاحيًا. ومن الإصلاحات التي ساعد البرلمان على إكمالها كان نظام التعليم العمومي في قانون التعليم الابتدائي سنة 1870. سنة 1872، شهد إقامة الاقتراع السري لمنع إكراه الناخب وخداعه وارتشائه. وبحلول عام 1885، أعاد غلادستون تعديل تخطيط الدوائر البرلمانية جاعلًا كل دائرة متساوية في شعبيتها مع الدوائر الأخرى، مانعًا بذلك تمتع أحد النواب بتأثير أكبر من سائر النواب.

## الولايات المتحدة: 1830-1840
- الدين: كانت التقوية الإنجيلية البروتستانتية تقوم بإصلاحات كبرى في منتصف القرن التاسع عشر، تضمنت الاعتدال وإلغاء العبودية.
- الفن: حددت «مدرسة نهر هدسن» أسلوبًا أمريكيًا متميزًا للفن، مصورة المناظر الطبيعية بواسطة منظور الفلسفة المتعالية للطبيعة.[13][14][15]
- الأدب: نجد حركة الفلسفة المتعالية، التي دعمت إصلاحات هائلة.
- التجارب الطوباوية:
  -  نيو هارموني، إنديانا، المؤسس روبرت أوين، مارست نمطًا اقتصاديًا شيوعيًا، مع ذلك أثبتت أنها فاشلة اجتماعيًا، ولهذا فهي غير قادرة على الحفاظ على نفسها.
  - كومونة إنيدا، المؤسس: جون نويس، مارست علم تحسين النسل، والزواج الجمعي، والعيش البدائي. دُعمت الكومونة بواسطة تصنيع الأواني الفضية، وما تزال الشركة موجودة حتى اليوم، وتنتج ملاعق وشوكات لأرباب البيوت في العالم. باعت الكومونة أسهمها بعد أن سُجن نويس بسبب تُهم كبيرة.
  - شيكرز، المؤسس: الأم آن لي، نمط المعيشة شديدة، ويؤدون العبادة من خلال الرقص، تمول هذه الجماعة نفسها بواسطة تصنيع الأثاث. وما يزال هذا الاثاث رائجًا.
  - مزرعة بروك، المؤسس: جورج ريبلي، وهي كومونة قائمة على أساس زراعي وتدير المدارس أيضًا.

- الإصلاح التعليمي: المؤسس: هورس مان، كانت الأهداف هي منهاج دراسي مناسب وتعليم منفتح بصورة أكبر. وحّد قاموس وبستر كتابة ولفظ اللغة الإنجليزية، وكتب وليام ماكغفي الناجحة جدًا للأطفال لتعلم القراءة بمراحل متدرجة.
- الإصلاح الأخلاقي: حركة نسوية بدأت في ثلاثينيات القرن التاسع عشر، لتضع نهاية للدعارة والمعايير المزدوجة للجنس. جماعات مثل «جمعية نيويورك النسوية للإصلاح الاخلاقي» أُنشأتها نساء في الشمال الغربي. تنشر هذه الجمعيات الاخلاقية مجلات وصحف لنشر رسالتها. وبحلول عام 1941 كان هناك 50000 ألف امرأة في 616 جمعية محلية للإصلاح الأخلاقي في الشمال.[16]
- حركة حقوق المرأة: أسستها لوكريشا موت وإليزابيث كادي ستانتون اللتان نظمن مؤتمر سينيكا فالز سنة 1848، ونشرن «إعلان العواطف» الذي ينادي بالمساواة الاجتماعية والقانونية للمرأة. تواصلت الجهود على يد لوسي ستون التي بدأت تنادي بحقوق المرأة سنة 1847، ونظمت سلسلة من المؤتمرات الدولية. انضمت سوزان. بي. أنتوني إلى هذه القضية وعملت دون توقف من أجل حق المرأة في الاقتراع العام.
- حركة العمل الأمريكية: كان الكفاح ضد ساعات العمل الزائدة، وأن تقتصر ساعات العمل على 8 ساعات يوميًا، إشكالًا مركزيًا لحركات العمل في القرن التاسع عشر. خَلَف اتحاد العمل الأميركي، ومجلس المنظمات الصناعية، اللذان توحدا تحت عنوان AFL–CIO، وعمال العالم الصناعيين، منظمة «فرسان العمل» التي تأسست ضمن التجارة الحرفية سنة 1869 التي قادها أوريا ستيفنز وتيرنس بودرلي وماذر جونز.
- إصلاح عمل الأطفال: استخدم لويس هاين آلة التصوير الخاصة به في الإصلاح الاجتماعي. إذ كانت صوره الفوتوغرافية ذات فائدة في تغيير قوانين عمل الأطفال في الولايات المتحدة.